# Tytti Isohookana-Asunmaa
Tytti Maria Isohookana-Asunmaa, född 24 september 1947 i Haukipudas, är en finländsk politiker. 
Isohookana-Asunmaa blev politices doktor 1980. Hon representerade Centern i Finlands riksdag 1983–2003 och var kulturminister i Esko Ahos regering 1991–1995. Hon har publicerat bland annat några arbeten om Agrarförbundet i norra Finland.

## Utmärkelser
- Kommendörstecknet av Finlands Vita Ros’ orden[4]
- Kommendörstecknet av II klass av Heliga Lammets orden[4]
- Riddarkors av Ungerska förtjänstorden[4]

[Redigera Wikidata]